# Naildown
Naildown ist eine finnische Band aus Helsinki. Sie spielten bis 2005 unter dem Namen Acid Universe. Die Band ist mit der Musik von Children of Bodom oder Soilwork zu vergleichen, mit der Ausnahme, dass Sänger Daniel Freyberg hauptsächlich klar singt.

## Geschichte
Ostern 2003 gründeten Harri Heikkinen und Jarmo Puikkonen die Band Acid Universe. Auf der Suche nach neuen Bandmitgliedern, stießen sie auf Sänger Daniel Freyberg und Bassist Matti Hämäläinen. Nachdem sie zusammen zwei Demos aufgenommen hatte, ergatterten sie sich einen Plattenvertrag beim finnischen Plattenlabel Spinefarm Records. Im März 2005 erschien ihre erste Single Eyes Wide Open, zu der anschließend ein Musikvideo gedreht wurde. Ein halbes Jahr später erschien das Debütalbum World Domination. Kurz darauf verließ Harri Heikkinen die Band, welcher durch Janne Jukarainen (Shamrain, Hanging Garden) ersetzt wurde. Am 14. Februar 2007 erschien eine weitere Single unter dem Namen Judgement Ride, welche nur im Internet zu erhalten war.
Am 14. März 2007 erschien das zweite Album Dreamcrusher, welches kurz darauf auf stalkermusic.com zum Album der Woche gewählt wurde. Zudem spielte die Band unter anderem auf dem Tomahawk Festival in Osnabrück und startete eine Europa-Tour zusammen mit Ensiferum und Suidakra. Im November 2007 wurde bekannt, dass Keyboarder Jarmo Puikkonen, wegen kleinen Unstimmigkeiten mit dem, was die Band leistet und geleistet hat, die Band verlassen hat. Im Frühling 2008 gab die Band bekannt, dass sie auf der Suche nach einem neuen Keyboarder sind. Zusätzlich wurden sie bei den Finnish Metal Awards nominiert und schlossen ein Vertrag mit der führenden finnischen Entertainment-Firma King Foo Entertainment ab, die Metal-Bands wie Nightwish, Finntroll oder Amorphis unter Vertrag stehen hat.
Im Sommer 2008 beschloss die Band eine „kreative Pause“ einzulegen und sich voll und ganz dem dritten Album zuzuwenden. Doch im September desselben Jahres trennten sich die Wege von Naildown und Schlagzeuger Janne Jukarainen.
Janne begründete seinen Austritt aus der Band so:

„Während der letzten Shows im Sommer habe ich bemerkt, dass das, was wir tun, nicht wirklich das ist, was ich möchte, aber ich wartete auf die „kreative Pause“ um meinen Gefühlen zu lauschen. Doch gerade in dieser Zeit wurde mir klar das ich nicht mehr 100 % für und mit Naildown eins bin. Und für mich gilt 100 % oder gar nicht. Also ist es für mich das einzig Richtige, wenn ich die Band verlasse.
Ich möchte meinen Freunden Daniel, Asko und Matti für, die vielleicht besten Momente in meinem Leben, die ich jemals haben werde, danken. Wir hatten einige gute Momente, die ich niemals vergessen werde.
Es ist vorbei.“

Am 11. August 2009 gab die Band bekannt, dass Heikki Saari (Norther, Force Majeure, Tuoni) neuer Schlagzeuger von Naildown ist. Ein neuer Keyboarder ist bis zu diesem Zeitpunkt noch immer nicht gefunden worden.

## Diskografie

### Alben
- 2005: World Domination (Spinefarm Records)
- 2007: Dreamcrusher (Spinefarm Records)

### Singles
- 2005: Eyes Wide Open (Spinefarm Records)
- 2007: Judgement Ride (E-Single, Spinefarm Records)